# Beck & Jung

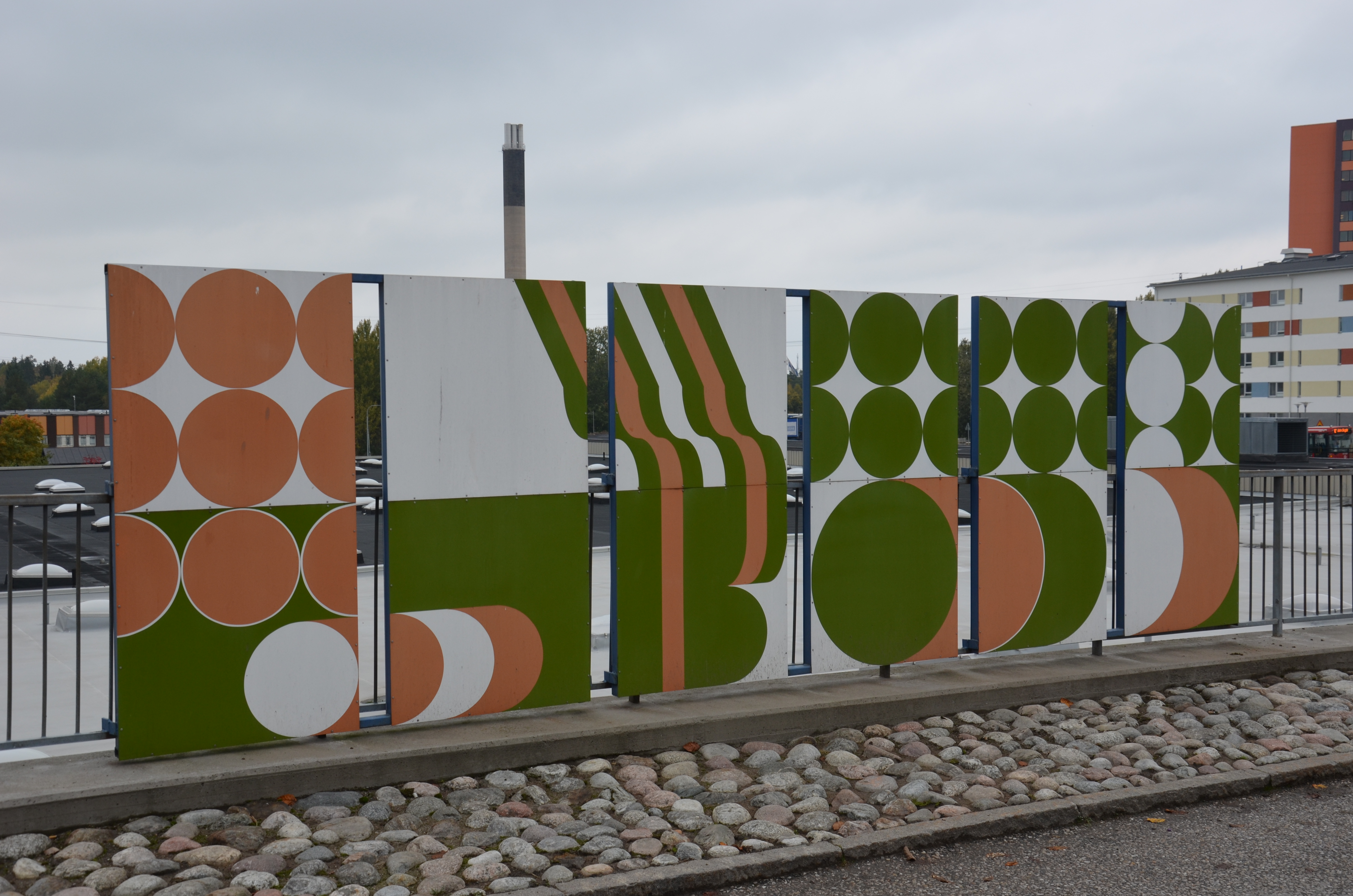
Hej patient utanför Huddinge sjukhus

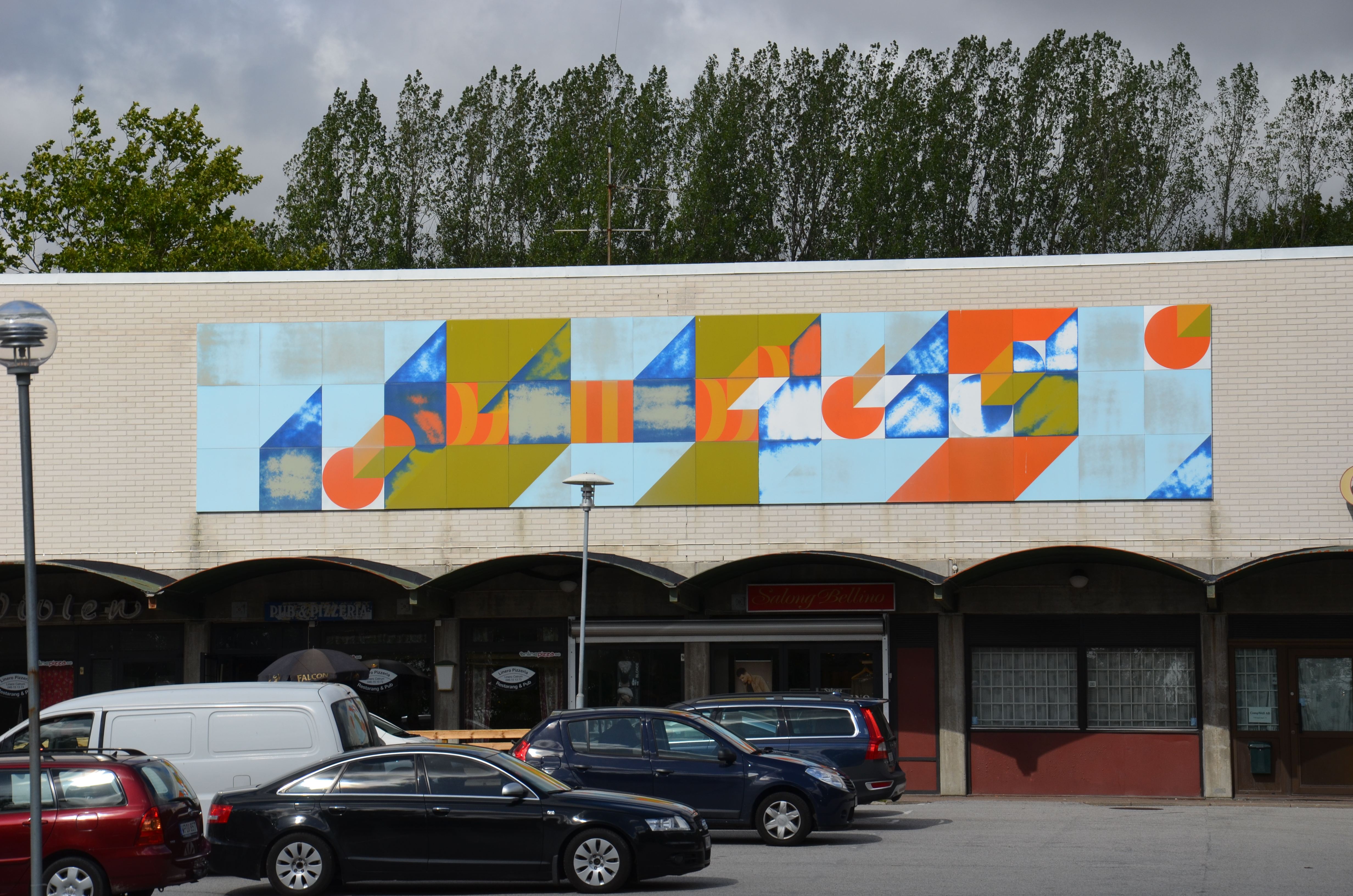
Kuber i förvandling, silkscreen på perstorpsplatta på Linero i Lund

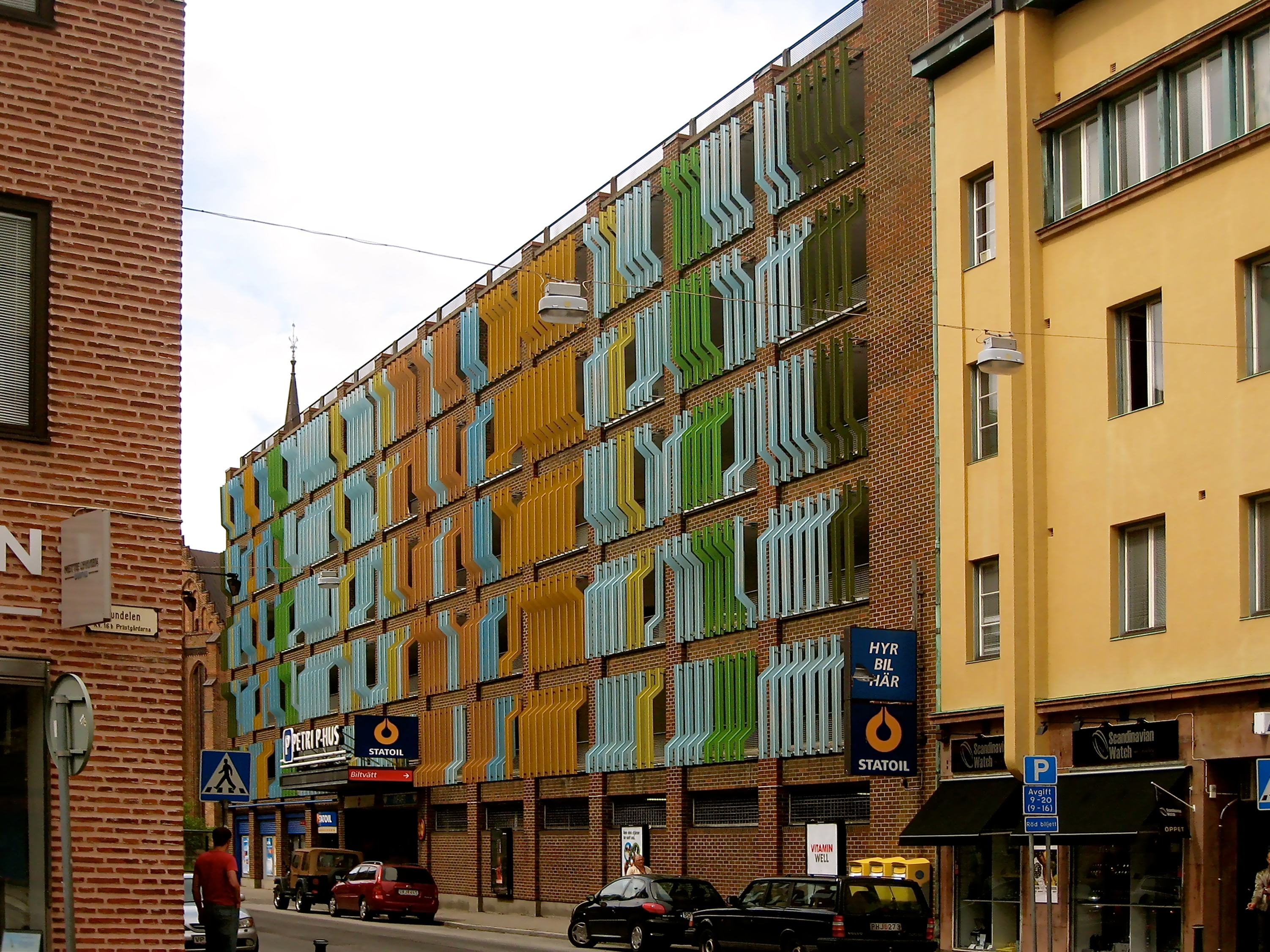
Utsmyckning på parkeringshus i centrala Malmö (Caroli City) från 1970-talet

Beck & Jung var den svenska konstnärsduon Holger Bäckström (1939-1997) och Bo Ljungberg (1939-2007). 
Beck & Jung är bland annat kända för konstverket Hej patient vid entrén till Huddinge sjukhus och för den massproducerade askkoppen Ultima med galler i rutig profil, som funnits i många offentliga byggnader. Mest kända är de för variationer på tredimensionella rutnät i regnbågens alla färger, som de utformade som testutskrift för en tidig bläckstråleskrivare. Dessa bilder såldes också som tavlor.
Beck & Jungs första separatutställning var på Lunds Konsthall 1967. Duon hade redan 1966 börjat använda stordatorer som konstnärligt medel. Bildutskriftsmöjligheterna var vid denna tid begränsade och konstnärerna tvingades att använda radskrivarens standardtecken för att forma de första primitiva bilderna. Trots tekniska svårigheter och skepsis från kollegers och kritikers sida såg de i förlängningen stora möjligheter för den grafiska bilden. Under 1970- och 1980-talen arbetade de huvudsakligen fram bilder på Lunds universitets datacentral. De svartvita bilder de då tog fram skrevs ut med nålskrivare eller pennplotter.
Från år 1973 arbetade Beck & Jung huvudsakligen med bilder i färg, och samma år visade de sina första datagenererade färgbilder på Ungdomsbiennalen i Paris. Färggrafikserierna Chromo Cube, Tebtunis, Dragon och Dendra är alla framtagna med hjälp av Lunds universitets datacentrals bläckstråleskrivare, ”The Color Ink Jet Plotter”. Processen finns utförligt beskriven i duons bok Chromo Cube från 1980. Databilderna presenterades oftast i form av grafiska blad, till exempel litografier eller serigrafier, men de har också använts av konstnärerna som skisser till stafflibilder och större utsmyckningar.
I ateljén i Lund hade Beck & Jung Mac-datorer och en Canon färglaserskrivare, som kunde skriva ut bilderna direkt på syrafritt papper. När konstnärerna granskat och godkänt bilderna, numrerades och signerades de i begränsad upplaga. Färglaserbilderna ur serierna Shoowa, Mini Flagga, Färgaktören, Signal och Dendrabanan är framtagna på detta sätt.
Beck & Jungs måleri och experiment med datagenererade bilder har uppmärksammats runt om i världen, inte minst i USA med ett tiotal separatutställningar. Under tidigt 1970-tal designade de askkoppen Ultima ur bildalfabetets grundstenar. Denna såldes i över en miljon exemplar[källa behövs].
Under 1996 deltog de i ett flertal samlingsutställningar och hade separatutställningar på bland annat Galerie Edward i Trelleborg. Under våren 1997 hade de en separatutställning på Galleri Rackargården i Kalmar. Under sommaren visade de en svit nya datagenererade bilder på International Print Triennal '97 i Kraków i Polen. Den sista utställningen de hade tillsammans var “Computerkunst” på Museum der Stadt Gladbeck i Tyskland.

## Verklista (urval)

### Offentliga verk i urval
- Hej patient! utanför Huddinge sjukhus
- utsmyckning av Studentlitteraturs Utbildningscenter i Lund, 1966
- Kuber i förvandling, 1972, södra fasaden på centrumhuset i Linero, Vikingavägen i Lund
- utsmyckningen av domstolslokalerna på Klippans tingsrätt
- utsmyckning på parkeringshus i centrala Malmö, 1970-talet

Beck & Jung finns representerad vid bland annat Skissernas museum.